# ビートたけしのお笑いウルトラクイズ
『ビートたけしのお笑いウルトラクイズ!!』（ビートたけしのおわらいウルトラクイズ）は、1989年1月2日から1996年4月6日にかけて日本テレビ系列で放送された特別番組で、ビートたけしの冠番組。2007年1月1日の20:30から、3時間の正月特番として11年ぶりに復活した。

## 概要

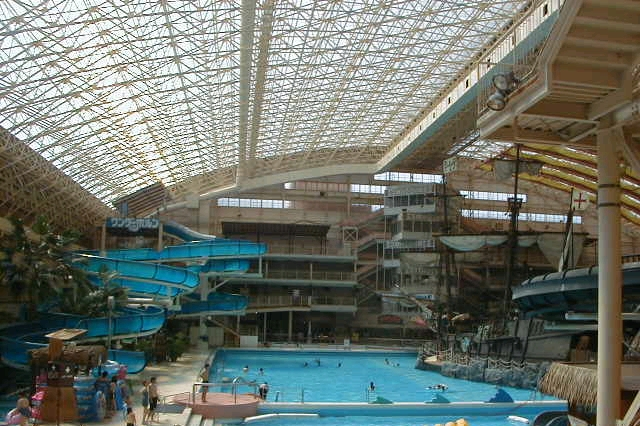
ロケ地の一つ・スパリゾートハワイアンズ

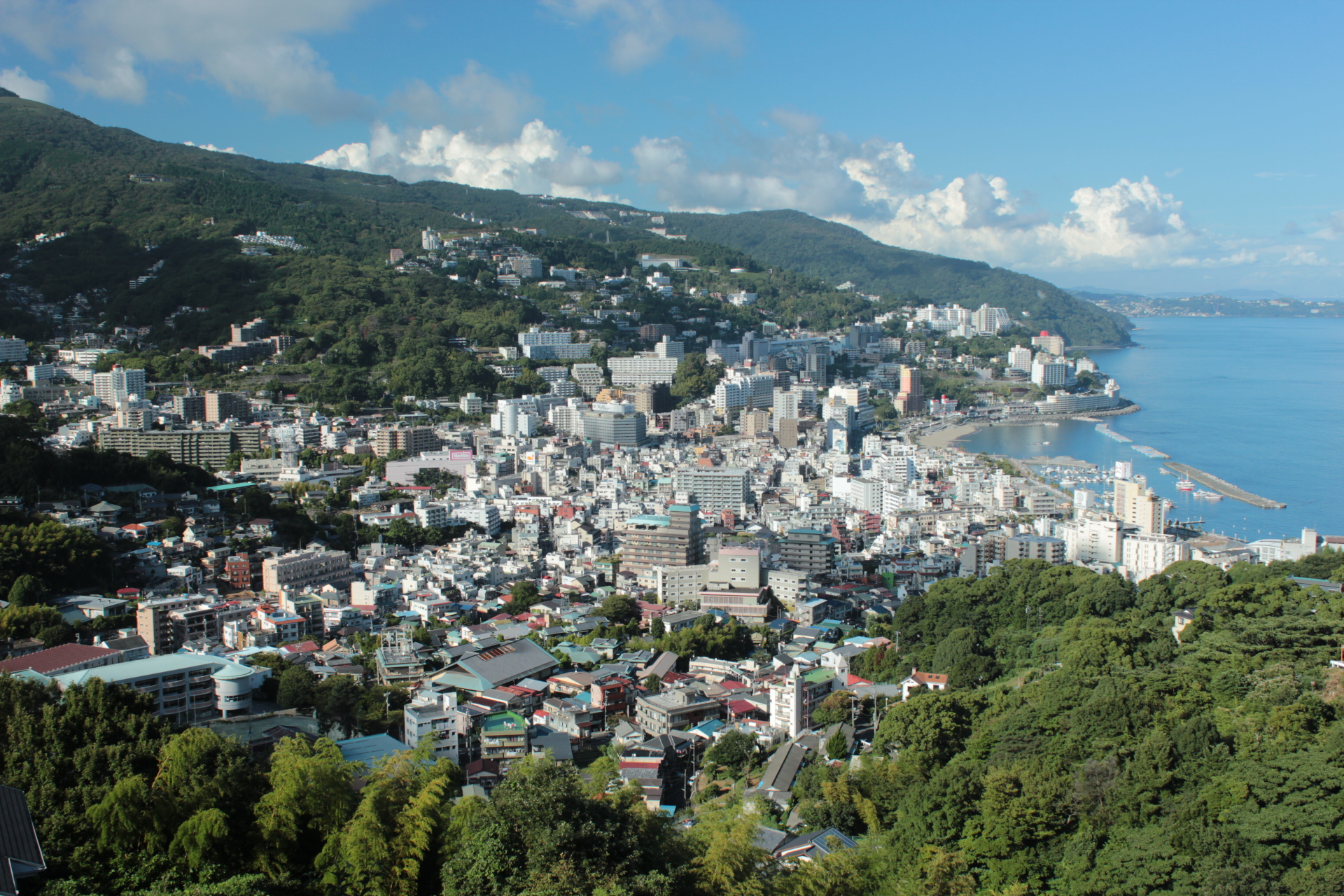
ロケ地の一つ・熱海温泉

日本テレビの看板番組だった『史上最大!アメリカ横断ウルトラクイズ』をモチーフとしたお笑いタレント版クイズ番組としてスタート。芸人数十人を集め、熱海（静岡県）やスパリゾートハワイアンズ（福島県いわき市・湯本温泉）など関東周辺の温泉地に宿泊しながらロケを行い、クイズで体力・知力を競い優勝者を決する番組である。
たけしは本番組の目的を「売れない芸人をテレビに出してやること」としていた。たけし自身も本番組がかなり気に入っていたらしく、週刊文春の連載で（のちに『場外乱闘』に収録）（『たけし・逸見の平成教育委員会』が予想外に好視聴率な一方で）「オイラの一番大好きな」本番組の支持が振るわないことを嘆いている（ただし放送回によっては高視聴率を獲得した時もある）。
放送回数を重ねるたびにクイズ番組という本旨から大きく離れていき、例えば爬虫類での過激な度胸試しといった1980年代の『ザ・ガマン』（フジテレビ）や『ザ・しごき』（日本テレビ）を髣髴とさせる内容になったり、プロレスラーとの対戦やスカイダイビング、爆破、カースタントといった過激で無茶な企画に挑まされる芸人達のリアクション芸に重きが置かれるようになる。過去に実績を残した芸人数名が毎回ターゲットとなって勝ち残り、問題に答える手段あるいは問題に不正解した罰として過酷なゲームにチャレンジさせられ、残った1人が「優勝セレモニー」（ウィニング・ラン）という名の罰ゲームに挑戦させられるという「様式美」が完成された。
優勝者には賞金と、第6回から栄光の「唐草模様のジャケット」が贈られることになっているが、毎回、何らかの理由をつけて（無茶なゲームをさせて）、与えようとはしなかった。実際には優勝者にはオーストラリア旅行などの海外旅行が与えられることもあった。また、出演している話題の人物にちなんだ副賞（というネタ）もあった。
第19回までは文字スーパーは殆ど表示せずに必要最低限に抑えていたが、復活版の第20回ではクイズ毎に説明スーパーが常に表示された状態であり、出演者が発する言葉にもコメントスーパーがたくさん表示されていた。
2006年元日の『大笑点』では、事実上当番組をそのまま復活した企画が多数放送されていた。そして同年、盛り上がりを見せていたお笑いブームと相まって約11年振りに復活した。収録は12月5日・6日。放送時間は、2007年1月1日20:30-23:30のゴールデンタイム枠（前日の2006年12月31日11:40-13:45には一部地域を除いてPR番組が放送された）。たけしの出演はもちろん、不祥事発覚後『NEWS23』を降板して以来テレビ等に出演していなかった山本モナがこの番組で復帰した。
復活版はディテール面で過去のプロットを着実に踏襲していたが、平均視聴率は11.1%（関東地区）に留まった。
スタジオ収録部分にて、たけしによって第20回大会のTV放映未公開シーンを収録したDVDが発売されることが明らかにされた（詳しくは日本テレビの公式サイトを参照）。
出演者の出川哲朗によると、番組出演料は「2日間で10万円」。この額は第一線の芸能人としては当時の相場より安い。更に粉に落ちる、蝋をかけられる、トリモチに落ちると出演料とは別に数千円前後の手当てがあり、収録終了後にスタッフから現金で渡される（いわゆる「取っ払い」）。「ほとんど出ているダチョウ倶楽部は多く貰っていた」と出川は語っている。
また当番組は『天才・たけしの元気が出るテレビ!!』とよく比較されがちであるが、日本テレビ側のスタッフは『元気が出るテレビ!!』と同じチームが担当していたものの、制作プロダクション側の担当は『元気が出るテレビ!!』を制作しているIVSテレビ制作ではなく、渡辺プロダクション（当時。現・ワタナベエンターテインメント）系の制作会社であるザ・ワークスが担当していた（後述の「スタッフ」欄も参照。なお、IVSテレビ制作はこの番組においても一部スタッフを派遣していた）。前述の理由により、本番組と「元気が出るテレビ」との関連性はあまり強くない。『元気が出るテレビ』の総合演出であるテリー伊藤もスタッフ関与してはいたものの、当番組においては演出には一切関与せず、構成・プロデュースのみに徹していた（総合演出は日本テレビ所属スタッフの財津功が一貫して担当した）。
2011年7月より、CS放送の日テレプラスにて第1回から順次再放送が行なわれている。ただし、第2回と第5回と第7回の再放送は予定されていない。また放送されている回でも、現在の社会規範などに沿わない企画や出演者は、映像のカットや加工（ボカシなど）が施されている。

### 審査員
本編の過激さからあまり語られることはないが、クイズロケ出場者（紹介時には、たけしが「一般の観覧者の皆さん」「豊田商事被害者の会」などとボケる）が一堂にそろうスタジオ収録部分があり、女優審査員を集めてロケVTRを見るというのが番組の基本的なスタンスである。とはいっても彼女達は別に何の審査もせず、単なるゲスト扱いでバカバカしいVTRの内容に呆れてコメントするのが定番。ごくたまに、クイズコーナー（例：“指パッチンは何回できるか?”、“たけしの「今のモノマネは誰でしょう?」”など）もあったが、このクイズで競うことはない。出演した審査員全員にはなぜか、お笑いタレントの優勝賞品よりも、豪華で金額のはる多数の賞品が贈られていた。1996年春の回はスタジオ収録自体は行なわなかった。

### アメリカ横断ウルトラクイズとの関連
- 基本的にはクイズ番組とかけ離れているものの、演出面では本家の『史上最大!アメリカ横断ウルトラクイズ』の要素を一部分残している。
- オープニング・テーマも本家と同じく、メイナード・ファーガソン（トランペット）の『Theme From Star Trek（スター・トレックのテーマ）』が使用されている。オープニングの背景については、本家がニューヨークの街並みを撮影したものに対して、当番組では自由の女神をバックに撮影したものがほとんどである。なおオープニングは、番組全体のオープニングとVTR本編のオープニングの2つがあり、本項で触れているのは後者のオープニングである。ただし回によっては、このオープニングが使用されず直接本編に入る場合もある。ちなみに復活版では、テーマ曲の最後の部分をバックに本編開始という流れだった。
- 本家も当番組も、終了した数年後に1度だけ復活している。
- 本家で出題された問題が当番組でも使われたことがある。

## 出演者

### 主な司会者
- ビートたけし
- そのまんま東 - 第2回-第4回、第8回、第17回-第19回
- 宝田明 - 第11回（『第1回宝田明のお笑いウルトラクイズ』のみ）
- 東野幸治 - 第20回

### 主なアシスタント
- 鈴木君枝 - 第1回（当時日本テレビアナウンサー）
- 大島智子 - 第2回-第4回
- 長野智子 - 第5回、第7回
- 永井美奈子 - 第8回、第9回、第12回-第19回（当時日本テレビアナウンサー）
- 森口博子 - 第2回-第3回
- 山口美江 - 第5回、第7回〜第9回、第11回
- 野沢直子 - 第4回、第6回、第20回
- 大神いずみ - 第10回（当時日本テレビアナウンサー）
- 松本明子 - 第10回-第12回
- 東ちづる - 第9回-
- 飯星景子 - 第12回-第15回
- 久本雅美 - 第18回
- 山本モナ - 第20回

### ナレーション
- 小倉淳 - 第1回、第2回、第8回、第10回-第20回（第19回まで、日本テレビアナウンサー）
- 岩尾良二 - 第3回
- 森功至 - 第4回
- 井上和彦 - 第5回、第7回、第9回
- 根岸雄一 - 第6回

### 主な出場者
- ☆付きは第20回大会にも出演したもの、出演者はほとんど男性タレントで固定され、女性タレントはほとんど出演せず、体を張ったクイズに参加することもない。
- 太字は優勝経験者。カッコ内の回数は優勝回。
- 出演者の多くはたけし軍団員や相方のビートきよしやたけしの友人である島田洋七など、たけしに関連する人物もしくは、たけしに憧れて芸人になった人物、もしくは、出演経験こそないが、たけしを尊敬するとんねるずに憧れて芸人になった人物が多い。

#### あ行
- あいざき進也
- 相沢千賀子
- 青空球児・好児
- 青田昇
- 秋山見学者
- 秋山仁
- アゴ勇
- 浅草キッド
- アジャ・コング
- 後川聡之
- アニマル梯団
- 安部譲二
- 天地真理
- 井倉光一
- 飯島愛
- 石倉三郎
- イジリー岡田
- 井手らっきょ（第6・12・19回）☆
- 稲川淳二
- 井上晴美
- ウィリー・ウィリアムス
- ウガンダ・トラ
- 内海好江
- 内村光良
- 梅垣義明
- 江頭2:50
- 蛭子能収
- えべっさん
- 江森陽弘
- 近江俊郎
- 大泉滉
- 大川豊
- 大木凡人
- 大森うたえもん
- 大林雅美
- おきゃんぴー
- 岡本夏生
- 小栗香織
- オスマン・サンコン
- 織田無道

#### か行
- 加賀まりこ
- 香川伸行
- 角田信朗
- 景山民夫
- ガタルカナル・タカ（第4回）☆
- 角川博
- 亀山忍
- 川合俊一
- 川上泰生
- 川島なお美
- 元祖ムキムキマン
- 神田利則
- 北野さき（たけしの母）
- キャイ〜ン☆※
- キューティー鈴木
- キラー・カーン
- グッチ裕三
- 愚乱・浪花
- グレート義太夫☆
- 黒木香
- 黒柳明（公明党参議院議員）
- 極楽とんぼ
- 小林孝至
- 小松政夫
- コント竹田君

#### さ行
- 斉藤慶子
- 坂上忍
- 坂田利夫
- 坂本一生
- 桜樹ルイ
- 桜金造（第3回）
- 佐竹チョイナチョイナ
- 佐竹雅昭
- 佐藤忠志
- 佐藤正宏
- 〆さば
- 三遊亭楽麻呂
- C.C.ガールズ
- シェイプUPガールズ
- しのざき美知
- 嶋大輔
- 島崎俊郎
- 島田洋七（マンザイブーム時代からのたけしの親友である）
- ジミー大西（第2回）
- 志茂田景樹
- ジャガー
- ジャガー横田
- 獣神サンダー・ライガー
- ジョーダンズ
- 城みちる
- 笑福亭笑瓶
- 松鶴家千代若・千代菊
- 新藤恵美
- スイマーズ
- 鈴木末吉
- ストロング金剛
- スペル・デルフィン
- Z-BEAM
- SET隊
- せーじ・けーすけ
- ゼンジー北京
- せんだみつお
- 底ぬけAIR-LINE
- ソフィア・ローソン

#### た行
- タージン
- ダーティー大和
- 太平サブロー・シロー
- 高松英郎
- 宅八郎
- 立川談之助
- ダチョウ倶楽部（第7・11・18回。ただし第7回と第18回は上島竜兵が単独優勝、上島竜兵在籍時、3人時代)☆
- 辰吉丈一郎
- 谷隼人
- 谷体調
- ダンカン（第10回）☆
- 丹古母鬼馬二
- ちびっこギャング
- チャーリー浜
- つまみ枝豆☆
- 出川哲朗（第13回）☆
- デンジャラス
- テンション
- 渡嘉敷勝男
- ドクター中松
- 戸塚宏（戸塚ヨットスクール校長）
- 友野英俊
- TEAM-0
- 電撃ネットワーク（三五十五在籍時、4人時代）

#### な行
- ナインティナイン
- 直江喜一
- 中條かな子
- 中田久美
- 中野浩一
- 中村有志（第9回）
- 夏野金魚
- なべおさみ
- なべやかん
- にしきのあきら
- ノーカット星

#### は行
- ハーレム野郎
- バイソン木村
- 羽賀研二
- バカルディ（現：さまぁ～ず）
- 間寛平
- 橋本真也
- 長谷川初範
- バナナマン（第20回。日村勇紀のみ優勝）☆
- 林家こぶ平（現：9代目林家正蔵）
- 林家ペー（第1回）☆
- 林家パー子☆
- はらみつお
- 春一番
- パワーウォリアー
- ビートきよし（たけしの相方）
- 日景忠男
- 彦摩呂
- ビシバシステム
- 広川ひかる（第17回）
- ピンクの電話
- 福澤朗
- 藤井悠
- 藤崎仁美
- 藤波辰巳（現：藤波辰爾）
- 藤巻潤
- 舟木一夫
- ブランドル
- プリティ長嶋
- プリンプリン
- ぶるうたす
- ブル中野
- ベイダー
- ホーク・ウォリアー
- ポール牧
- 細川ふみえ
- ポップコーン
- 堀内孝雄
- ホンジャマカ

#### ま行
- 前田五郎
- 松尾伴内
- 松坂季実子
- 松崎しげる
- 松田洋治
- 松村邦洋（第9回）☆
- 松村雄基
- 松本伊代
- まんもす2
- 見栄晴
- Mr.オクレ
- ミスターちん
- Mr.マリック
- 三ツ木清隆
- 南麻衣子
- 三原じゅん子
- 宮史郎
- 宮尾すすむ
- 宮沢りえ
- 宮脇康之
- 村上ショージ
- 村松利史
- 森村あすか
- モンキーマジック

#### やらわ行
- 柳沢慎吾
- 柳ユーレイ
- 山川豊
- 山崎邦正
- 山田隆夫
- 結城哲也
- U-turn
- よゐこ
- 吉田友紀
- ヨネ原人
- ラサール石井
- ラッキィ池田
- ラッシャー板前（第5・8回）
- 鈴々舎馬風
- レツゴーじゅん
- 蓮舫
- ロミ・山田
- 若人あきら（現：我修院達也）
- 渡辺千尋
- 渡辺裕之

#### 第20回大会から参加
- ペナルティ
- 安田大サーカス
- ザ・たっち
- レギュラー
- スピードワゴン
- モンキッキー（アニマル梯団時代には出演していたが単独では初出演）
- 森三中
- まちゃまちゃ
- 猫ひろし
- 内山信二
- フットボールアワー
- 原口あきまさ
- はなわ
- TIM
- ゆうたろう
- 神奈月
- レイザーラモン
- カンニング竹山（第20回）
- ボビー・オロゴン
- アメリカザリガニ
- 波田陽区
- ホリ
- パッション屋良
- インリン・オブ・ジョイトイ
- 三又忠久（現：三又又三。ジョーダンズとして出演していたが単独では初出演）
- 宮川大輔
- 無法松
- お宮の松
- 〆さばアタル
- ガンビーノ小林

| スペシャルゲスト - 真島茂樹 - 神田うの - 林葉直子 - 江守徹 - 中尾彬 - 蝶野正洋 - マーク・コールマン - ジャイアント・バーナード | スタジオ審査員 - 名取裕子 - 秋野暢子 - 牧瀬里穂 - 片瀬那奈 |

※ウド鈴木のみ、決勝戦での『天の声』形式で出演

## 主な人気企画
基本的に“クイズ”というのは建前に過ぎず、解答の正誤よりも芸人としてのリアクションが重視される。そのため優勝者は大抵目立った参加者や芸人として「おいしかった参加者」という傾向がある。カースタントや火薬を使って爆破させる企画が多く、芸人達が体を張って挑戦した。

### ○×クイズ
- ほとんどの回の序盤で行われるクイズ。
- クイズの開始前に出場者の1人を模った人形を使った爆破のデモンストレーションが行われることがあり、人形は木っ端微塵に吹き飛ばされる（それを見た出場者は恐れおののく）。
- 初期は本家の『史上最大!アメリカ横断ウルトラクイズ』に倣って、○か×か正しいと思う方のパネルを突き破り、不正解だと粉まみれになったり、海に落下させられたりした。その後、殆どの参加者が一斉に参加し、間違えると爆撃や海に沈められるといった形式に変化。

○×爆破クイズ
- ○か×か正しいと思う方のエリアに移動。
- 不正解のエリアは、戦車による砲撃やヘリコプターからの爆撃、ミサイル攻撃によって爆破される（実際は、攻撃のタイミングに合わせて地中に埋めた火薬を爆破させて、爆撃されたように見せかけている）。
- 沖縄ロケの際には実際の在日米軍（主に海兵隊）が協力。また、戦車は映画『戦国自衛隊』・『ぼくらの七日間戦争』で使用された61式戦車のレプリカを使用する[1]等、本物志向だった。
- お約束として、爆破を嫌がってエリア外を逃げ回っても結局爆撃されてしまう（その場合、大量の爆破攻撃を受ける）。

バス吊り下げアップダウンクイズ
- タイトル通り『アップダウンクイズ』（毎日放送）のパロディだが、解答者はゴンドラではなく○バスか×バスか正しいと思うバスに乗る。
- 不正解のバスはクレーンで吊り上げられて海上で再度クイズが行われる。正解すれば元の場所へ戻されるが、誤答するとそのまま海に沈められる。
- クイズ自体は難しいものだが、二台用意されたバスは一方はちゃんとしたものでもう一方は明らかにボロボロ（廃車になっているもの）であるため、どちらか正解かは一目瞭然なのだが、一部の出場者（たけし軍団やダチョウ倶楽部などほとんどが番組の常連）は恒例としてボロボロの方に乗り込んでいた。
- ロケ当日は悪天候に見舞われ、地元漁師が漁を止めたほどの大時化の海で行ったため、死人が出てもおかしくない過酷な状況下でのクイズとなり、視聴者・出演者共に番組の名シーンとして挙げる事が多い。
- CSでの再放送では、このクイズがあった第9回大会は放送されたものの、「東日本大震災」を考慮して、このクイズのみカットして放送された。
- このクイズ形式は後に「家吊り下げアップダウンクイズ」という3択クイズ形式の続編が制作され、ここでも恒例として一部の芸人は安上がりに作られていた和風ハウス・洋風ハウスに入っていた。また、クイズに誤答するとバス同様にクレーンで湖に沈められる（本来は第10回大会で放送される予定だったが、あまりにも悲惨すぎたために放送されず、お蔵入り。数年後に、全3巻からなるビデオ『北野武のお笑いウルトラクイズ講座』が発売され、その中でこのクイズの模様が収録されていた）。

石倉三郎○×クイズ
- 第3回に行われた企画。
- 石倉三郎に関する○×クイズが3問出題される。
- ○か×か正しいと思う方のエリアに移動。
- 正解発表後、芸人達が石倉に関するエピソードを暴露した。
- 最後の3問目のゾーンは落とし穴になっており、隠れていた石倉本人が激怒して、ハリセンで芸人を襲うというオチだった。

### 人間ロケットクイズ
- クイズに間違えたり、早押しの解答権を得ようとする際に、人間ロケット（いわゆる逆バンジージャンプ）をさせられる。
- 垂直に上がるタイプと斜め方向へ正にロケットのように発射されるタイプの2タイプがある。恒常的に行われていた時期の後期では後者が多かったが、復活した第20回では前者が採用された。
- 恒例として、不自然な衣装を着た上島竜兵が、人間ロケットの際に衣装が脱げて、全裸になる。最初の数回は綺麗に脱げなかった等失敗続きであった。しかしウド鈴木（上島と同様に不自然な衣装を着用）との合同で挑戦したとき、2人揃って綺麗に脱げて大成功、宙吊りにされた状態で抱き合った。
- 第20回の放送（参加者が食事をしてマナー違反すると逆バンジー）で大島美幸が、その不自然な（脱衣前提の）衣装を脱いで（上下お揃いの白の下着のみになって）飛び出しただけでなく、空中で泣き出して鼻水を出し、さらに腹の肉を見せた。女性の出場者の服が脱げたのは初めてだった。逆に同組だった上島は正解扱いになってしまったため逆バンジーすることができず、非常に悔しがっており、見かねた野沢直子が発射ボタンを押したが、飛ぶ高さが低空に改造されており、不発で他の出演者から置いけきぼりにされた。この時は猫ひろしも衣装を脱いで飛び出している。
- 以前までは、まるでロケットのように背中や足元から、火花（花火）が噴射していたが、復活した第20回では噴射していなかった。
- 2007年11月、この逆バンジージャンプが速水もこみちが出演しているサントリー「ビタミンウォーター」のCMで再現された。出演は上島竜兵と小島よしお。上島はこのCMでも低空にしか飛ばされず、服が途中までしか脱げず上島自ら服を脱ぐ行為に出ている。

### ダジャレクイズ
- 温泉に浸かったり、サウナや冷凍庫の中に閉じ込められたり、金粉を全身に塗ってマラソンをしている状態で長時間ゲストの講演や歌を聞かされた後、お題の物を使ったダジャレを答える。講演には放送当時ワイドショーなどで話題になった人物が出演する。
- 合格する（面白いダジャレを言う）まで解放されない。
- 歌のゲストで最も登場していたのはにしきのあきら（現・錦野旦）だった。
- 第13回では当時チャンピオンだった辰吉丈一郎も講演者側になったことがあるが、渡嘉敷勝男が話を伸ばす努力をしたこともあり、金粉まみれで苦しんでいる解答者たちからは散々な罵られようだった。
- マラソンクイズでは、始めは競技場や駐車場で走っているが、その内公道に出てたけしの乗る車の速度が上がり参加者を置いてけぼりにしてしまう。
- 第20回では冷凍庫の中に閉じ込められた上に、不合格になると高温のロウ液をかけられて体を固められるという新たな罰が用意された。合格しても、たけしの独断でかけられることがある（このときは林葉直子が自己破産についての講演を約1時間10分行った）。
- 松村邦洋の持ちギャグ「バウバウ」（元ネタは『北野ファンクラブ』における相手役高田文夫の合いの手的な笑い方）はこのクイズで産まれた（第8回）。またこの時は当時幸福の科学に入信し、世間を驚かせた景山民夫が「宇宙・愛・そして笑い」についての講演を約1時間半行った。
- ゲストの話が長いと「やめろ」または「帰れ」とコールしたり、拍手して無理やり終わらせようとするのが恒例だった。

### 粘着もの
- ゴキブリ駆除に使われる様な、非常に粘着力の強い物質の上でクイズを行う。クイズ収録後、サラダ油などを使って数時間かけないと取れないほど強力なため、挑戦者の殆どは髪の毛部分をタイツやフェイスガードなどで覆って挑戦（井手らっきょを含む）、女性参加者はウェットスーツを着用、また参加すると3万円の特別手当も貰えた。そのため志願制でありながら貧乏な若手芸人が手当てを目当てに多数参加した。
- クイズに間違えると乗っている滑り台が傾けられて粘着へ落とされる、粘着の上で相撲やポカポカドボンを行う等様々な趣向で行われたが、末期は後述の格闘技クイズでの罰ゾーンの一角として設けられた。
- アゴ勇はほとんどの回でこの粘着クイズに参加しており、特徴のある長いあごに粘着物を必ず付けて伸ばして笑いを取っていた。
- 粘着を長く伸ばせば伸ばすほど賞賛される。
- 第20回では、出演者にハーネスが装着され、クレーンで持ち上げる仕組みが導入され、粘着が長く伸びて、前述のようなシャボン玉がたくさんできて、他の出演者を感動させた。
- 粘着のはがし方が、第20回大会のDVDに収録されている。ビニールプール（子供用）にサラダ油を入れて他の参加者からの協力で粘着を剥がしていた（ロウかけなども同様）。

### ロウかけもの
- 粘着ものの派生企画として、第18回で初登場。「固まったら負けよじゃんけんロウかけクイズ」と題して、じゃんけんで負けると、水の代わりにロウを、体に固まるまでかけられるというものだった。1対1、または、1対2で行われた。
- グレート義太夫はその収録の後日に髪に付いたロウが取れなかったとして結局スキンヘッドにしたことを『北野ファンクラブ』で披露した。
- DVDでは極楽とんぼvsゆうき哲也の対決が収録された（山本圭壱が処分される前に販売）。カメラマンがロウで転倒するというハプニングもあった。
- 第20回では、冷凍庫に閉じ込められ、長らくゲストの口演を聞いたうえでダジャレに挑戦し、面白くないとロウをかけられるという内容だった。このクイズで、ボビー・オロゴンは面白いダジャレを言ったが、たけしに何回も挑戦させられる羽目に。それに怒ったボビーは「お前ロクな死にかたしねぇよ」と怒っていた。この企画で多くロウをかけられたボビー・オロゴンなどのメンバーはビートたけし還暦祝いのための人間ロウソクになった。

### プロレス（格闘技）字読みクイズ
- 出場者が特設のリングに上がり、キラー・カーンや佐竹雅昭らプロレスラー・格闘家の足の裏や、内股に貼ってある単語を読み取れば正解。
- 格闘家以外にも、ブル中野などの女子プロレスラーを相手にした公然猥褻も特徴であった。
- 初登場となった第2回では2人のプロレスラーが試合をしている最中に出場者が割って入って字を読む形式だったが、第3回以降はプロレスラーと直接戦う形式に変わった。同時に上記のルールは次第に有名無実化し、プロレスラーと出場者の闘いと、後述の罰ゾーンでの挑戦者の状態を楽しむ傾向になっていた。
- ダチョウ倶楽部が3対1で挑むも、コンビネーションがバラバラだったり、井手らっきょと春一番のアントニオ猪木のものまねを持ちネタとする者同士でタッグを組んで挑戦するといったことが恒例。ただし、出演者たちが相手レスラーを挑発するときに、実際のリング上で発せられたセリフを使ったり、プロレス作法にのっとった動きを見せるなどして、出演するレスラーに対して相応の敬意も示していた（ダチョウ倶楽部や春一番は根っからのプロレスファンである）。
- トリは井手らっきょが毎回、自前のコレクションから様々な下着を着用して現れる（着用していたのはすべて既製品）。ビキニブリーフ、ペンギンTバック、パンダTバック、ケツ割れサポーター等そのコレクションの充実ぶりがわかった。
- 当初リング周囲には何もなかったが、後に水溶き小麦粉や爆破、粘着や海といった罰ゾーンが設置された。
- 終了後、春一番の「本日は負けてしまいましたが〜」「いくぞー！」「1、2、3、だーっ!」が恒例だった[注釈 2]。
- 復活した第20回では、試合で負けると「三角木馬」か、初登場の罰「ピッタリ吸引拘束マシーン」という真空パック状のなかに放り込まれ、掃除機で中の空気を抜いて、身動きがとれずにさらし者にされるという、過激な罰を受けた。その際、森三中の大島と神奈月の愛のハーモニーは、規制が厳しいためか放送されず、DVDで明らかになった。罰としては、吸引の罰の方が目立っていた。
- 第20回では、試合前に「ウルトラハッスル軍」のダンカン総統（ハッスルの高田総統のパロディ）が挑戦者達に宣戦布告をするという演出が加えられた（もっとも挑戦者達から「緊張されてます？」といったツッコミが入ったが）。DVD版では、ハッスルに所属しているレイザーラモンHG・レイザーラモンRGが、リングコスチュームで格闘家たちと対戦する地上波未公開映像が収録されている。

### たけし十番勝負
- 参加者ばかりに過酷なクイズをさせていることに対して、一部から抗議があった事に端を発した企画。
- たけし軍団として配下に置いているダンカンやラッシャー板前らとゲームで対決したり、大脱出に挑戦したり、ワイヤーで吊るされた状態で巨大しゃぶしゃぶや焼肉の料理に挑戦している。

対決もの
- じゃんけん水かけゲームやポカポカドボン、すまきプロレス（双方がマットで簀巻きにされた状態で、周囲に粉が敷かれたリング上でプロレス）などで出場者と直接対決。

大脱出もの
- 制限時間以内に脱出しないと爆破される、個室の中に閉じ込められた状況下で、個室からの脱出を試みる。
- 爆破が予想より早い・中々脱出しない（ように見せて）見ている参加者をやきもきさせているが、脱出は無事成功させる（その点は、後述の人間性クイズに通じるものもある）。ただし生還時には、周囲がツッコめる変な格好で出てくる場合が多い。
- 主に進行を担当していたガダルカナル・タカを始めとして周囲の芸人が迫真の演技をしているため、多くの小学生視聴者にトラウマを与えた事でも有名である。
  - 「シャワールーム大脱出」はラッシャー板前と2人で挑戦。2人とも脱出に成功した。
  - 「デビルタワー大脱出」はその後、ほぼ同じ仕掛けや制作班で、別番組で香取慎吾や松浦亜弥、岡村隆史が挑戦している（彼らも成功）。

ワイヤー吊り上げもの
- たけしがワイヤーに吊るされて参加者がそのワイヤーを持っている状態で、彼らのアシスト（上げ下げ）により、たけしが巨大なしゃぶしゃぶや焼肉を調理する。
  - しかし、お約束として異常に高くしたり、逆に手を離したりして、しゃぶしゃぶの鍋や焼肉の熱された鉄板に、たけしの体を落としてしまう事も多々ある。
- 第19回では、内村光良がタネを作る役、たけしがそれを焼く役として、共作でお好み焼き作りに挑戦した。これは『ウッチャンナンチャンのウリナリ!!』の野球大会企画にたけしが出演し、そのお礼を兼ねて、内村が出演したものだった。
- 同様の装置で『めちゃイケ』（フジテレビ）の日本一周企画にて、中居正広が巨大焼きそば作り（「焼いて焼かれてアッチッチ!巨大焼きそばゲーム」）に挑戦した（恒例として熱々の鉄板に落とされる）。
- 2011年12月25日に放送した『さんま&SMAP!美女と野獣のクリスマススペシャル』のお仕置きとして香取慎吾が「人間熱湯しゃぶしゃぶ」をやる事になった（恒例として熱湯の中に落とされる）。

### 人間性クイズ
- いわゆるドッキリで、このコーナーだけはクイズとは本当に無関係である。内容は、ドッキリに嵌められた者並びにその風景を隠しカメラで撮影、他の出演者一同はその模様を別室でモニタリングしながら楽しむという企画である。なお、ターゲットにされた芸人が、その回の優勝者になることも少なくない（過去に、ガダルカナル・タカ、井手らっきょ、バナナマン日村、カンニング竹山など）。
- 参加者をはめる事が多いが、たけしも第19回で偽企画でサウナに閉じ込められた事がある。
- 第20回（復刻版・人間性どっきりクイズ）ツアー参加者はドッキリがある事を既に分かっている為、ターゲットは仕掛け人と共に別のニセ番組ロケに参加した上でドッキリにかかっていた。

先輩・後輩もの
- 先輩芸人が後輩芸人に対して力関係を使い、ホモプレイやSMプレイを強要する。
- 仕掛け役として出川哲朗、ポール牧、岡村隆史、上島竜兵ら。
- 仕掛け役のはずが逆に騙される逆襲パターンも多い。例えば、チャンバラトリオの結城哲也が仕掛け役になった「チャンバラトリオ結城哲也はSMがお好き」では、仕掛けられ役の上島が、逆に結城に対しお得意のホモSMで逆襲した。
- 出川哲朗も仕掛け役だったが（表向きは上述の結城同様後輩にSMプレイを強要させるもの）、岡村にSMプレイをしている最中に岡村がキレるというシチュエーションがあり、激怒した岡村に対し、出川はあたふたしていた。その後、出川はたけしから「番組が滅茶苦茶じゃないか、コノヤロー!」と怒られる羽目になった（逆ドッキリの一環）。

お色気もの
- マッサージを頼んだら、目隠しをされ、いつの間にかSM嬢やプロレスラーに変わって痛い目にあわされたり、ターゲットを露天風呂の女湯覗きに誘ったりするなど。
- 坂田利夫、松村邦洋らがターゲットになった。

家族・恋人同席もの
- ターゲットが酔わされて裸になっていたり女性タレントを口説いている様子を、ターゲットの家族や婚約者、恋人がこっそりと見ているというもの。
- ターゲットは、井手らっきょ、ガダルカナル・タカ、谷隼人、上島竜兵、宮尾すすむら。

### スタントクイズ
- カースタントの名門・タカハシレーシングの協力の下、カースタント、バススタント、モーターボートスタント等、様々なスタントに参加者が挑戦。決勝戦の定番だった。
- お約束として、クライマックスはぶつかると爆破・炎上する（もしくは既に炎上している）張りぼてのバスに突っ込むスタントがある。

### ヘリコプタークイズ
- ヘリコプターから下ろされた縄梯子を登り、途中にある問題に答えて正解というもの。第1回、第3回の決勝問題。
- 答える以前に、縄梯子に取り付いて空へ飛び上がれば、それで正解となる。

### スカイダイビングクイズ
- ○×クイズや早挙手クイズ等、様々な方法で参加者にスカイダイビング（タンデムジャンプ）をさせた。
- 尚、不正解で落下(スカイダイビング)した方が優勝という変則的なルールだった。

空中パラシュート受け取りクイズ
- ダチョウ倶楽部の上島が挑戦。インストラクターがパラシュートを背負っておらず、落下中に○か×か正しいパラシュートを選んで装着しないといけない。間違いのパラシュートは開かず、また猶予も1分強と、インストラクターも半ば諦めたほど、非常に猶予時間が短い状況下の中だったが成功。

### その他（人気企画）
大接近! ワニクイズ（熱川バナナワニ園での収録）
- アクリルボックスに頭を突っ込んで、中にいるワニと対面した状態でクイズに挑む。
- 誤答するごとに反対側からワニが接近。
- このクイズで見せた桜金造のリアクションは伝説であり、「（ワニが）シュ〜って言ってるよ!、シュ〜って!」は名言とされている[要出典]。
- 派生型としてワニ池の上を鶏肉付でロープで渡ったり、金網越しにワニの腹に記された文字を読む、字読みクイズも登場した。

闘牛字読みクイズ
- 荒れ狂う闘牛の格好をした車が参加者に襲い掛かるというもの。このクイズで参加者は撥ねられたりと、一歩間違えれば大怪我という大変過激なクイズだった、最後は、恒例として闘牛が暴走し、参加者たちは逃げ回っていた。林家ペーはこのクイズで、闘牛の上に乗って写真を撮ろうとしたが、転落してしまった。

バンジージャンプクイズ（霞ヶ浦ふれあいランド虹の塔（玉造町＝現在の行方市）での収録）
- 高所恐怖症のダンカンが企画するも、太田プロダクションなどから「金を積んでもやらない」と言われてしまい、やる人がいなかったそうである。結局はダンカン自身で行った。
- 問題は「世界最大の両生類は？」[注釈 3]。正解は「オオサンショウウオ」だったが、ダンカンの答えは「カルーセル麻紀」で不正解。

人間水車クイズ
- 水車の側面に大の字に縛られた姿でクイズの問題や質問に解答。
- 誤答する毎に水車が回転し頭が水没。
- たけしが張り付けになって、当時話題になっていた宮沢りえとの関係を質問された時は、その模様やたけしの発言が、翌日のスポーツ新聞各誌で記事となった。

熱湯イントロクイズ ドレミファポン!（スパリゾートハワイアンズでの収録）
- 曲のイントロを聴き、熱湯で満たされたプールに浮く発泡スチロールの浮島の上のマイクでその曲を歌えば正解（そこまでは同じく発泡スチロールの浮島の上を渡っていく）。
- 熱湯はタコが茹で上がるほどの温度（という設定）であり、岸には氷を入れた箱が用意してあった。
- 最後に全裸になった上島が、キラー・カーンと一緒にウォータースライダーで滑り降りるという罰ゲームを受けた。

リュックサック爆破クイズ
- 爆薬が入っているリュックサックを背負い、クイズに正解できないと導火線に火をつけられて爆破される。（実際は、手元のリモコンで発破する）
- ダンカンが挑戦した際は、参加者一同から離れると見せかけて突撃してみせた。
- ダチョウ倶楽部が挑戦した際には爆破を避けるべく海に飛び込もうとしたが、着水直前に爆破の炎が頭を直撃。結果的に肥後の髪が焦げてしまい、上島の髪の毛が抜けてしまう羽目になった。
- 2010年9月30日に放送されたたけし・所VSとんねるず 全罰ゴルフにおいて『お笑いウルトラ爆弾』として復活した際にはリュックをバズーカで狙撃して爆破する演出になっていた[注釈 4]。

恐怖の健康診断!心拍数アップダウン爆破クイズ!!
- 心電図テレメーターバイオスコープFMV-5100を使用し、心拍数が上がるとヘルメットにつけた筒の中にある火薬が爆発する（心拍数が上がると実際にはスタッフが手動で導火線に着火していた）。
- ボディコンギャル、ハイレグギャル、小学生、ボディビルダーなどが登場し、出場者に刺激を与える。

愛車破壊クイズ
- 芸人に対してクイズを出題し、クイズに間違えると大型ブルドーザーでその芸人の愛車を踏み潰していくもの。結果としては、“手違い”という形で正解しても、誤答しても、ブルドーザーを前進させ、愛車を破壊していった。同型の新車（または改良型の新車）を後になって愛車を破壊された芸人に代償として渡したが、これらの負担は製作局の全額負担であった。

政治家クイズ王日本一決定戦〜拷問つき〜
- 第12回、第13回で行われた、5人の国会議員と出演者のペアによる早押しクイズ。解答権があるのは国会議員のみで、お手つき・誤答すると、出演者が拷問を受ける（出演者が乗っている三角木馬の角度が鋭角になっていく。ウィリー・ウィリアムス、角田信朗にパイ投げをされる）。
- 最後の負け残りペアが罰ゲーム（出演者のみ罰ゲーム）。
- ロデオ機能付き三角木馬に乗り、国会議員が誤答すると木馬が激しく動く。（第12回の罰ゲーム）
- 心拍数アップダウン爆破クイズのシステムを用いて、心拍数の上がった議員のペアの芸人が爆発する（第13回の罰ゲーム）
- 自民党（衆議院議員）塚原俊平・坂本剛二・荒井広幸、日本社会党（衆議院議員）はせゆり子・山田健一、公明党（参議院議員）黒柳明、共産党（参議院議員）吉川春子、民社党（衆議院議員）柳田稔 ・高木義明らが出演した。
- 黒柳明はこの企画で活躍し、その後も同番組に度々出演した。

お好み演芸アワー
- 芸人の中から抽選で組み合わせが決定し、即興で芸を行うというもの。お客さんの支持率が一定の基準を下回った場合、罰ゲームとしてパイをぶつけられたり、粉などのプールに落とされる。
- 梅垣義明の「イヨマンテの夜」がアイヌ団体から抗議を受けた。
- たけしは水道橋博士やダンカンと組んで漫才を披露し、即興とは思えぬほどの実力を発揮したが、お約束通り罰ゲームを受けた（後者はダンカンのみ）。

華麗なる挑戦!決死の空中ブランコ早押しクイズ!!
- 空中ブランコに回答者がつかまり、反対側からくるキグレニューサーカス団員に足を持ってもらい、端にある大きな的に触れクイズに回答する。
- ラッシャー板前、つまみ枝豆が失敗する中、井手らっきょが見事的に触れることに成功した。
- シミュレーションを出川哲朗が行った際、あばら骨を骨折してしまったが、スタッフに言わず本番ではテープを巻いて参加した[注釈 5]。

早朝いたずら書き
- 仕掛け人が寝ている参加者の顔へいたずら書きをしていく。一部の回では起こすため天地真理が「恋する夏の日」を歌いながらバレーボールのスパイクで起こすという事もあった。

### メイキングクイズ
- 本編の合間に収録したミニクイズで、審査員の女性芸能人らが解答する。

ポール牧指パッチンクイズ
- ポール牧が指パッチン100回を何秒でできるか当てる（このときの正解は36.2秒。91回目からは画面がスローモーションになり、更に爆笑を誘っていた）。
- その他、10秒間で何回指パッチンできるか、水中やロデオマシーン上で何回できるか、などのバリエーションあり。また、『スーパークイズスペシャル』でも、「『お笑いウルトラクイズ』からの問題」として1991年 - 1994年に同様の数当てクイズを出題した。

## 主な出来事
定期的開催時代
- 第2回までは、芸人参加者によるロケツアーと、スタジオで行われるクイズ企画の2部構成だった。第1回のロケツアーはあまり予算もなく、オープニングも都内某所の公園にて行なわれ、他のロケも路線バスを借り切って移動するなどして行なわれた、最後のコーナーも東京の江戸川にて行なわれるぐらいで、大きな企画は出来なかった。後半はたけし軍団らがロケに赴いたVTRから出題されるクイズや、下品な言葉を言わないとパネルを捲る事が出来ない神経衰弱等を、ゲストの女優陣に答えさせていた（第1回の優勝者への賞品は、後半パートへの参加権）。時はバブルの絶頂期だったが、当時の世相や流行に逆行するかのような、手作り感覚の番組だった。
- だが、第1回の視聴率が予想をはるかに越えて高かったため、第2回は元日夜9時からの放送となり『新春かくし芸大会』（フジテレビ系）の真裏で放送された。それと同時に、第2回以降から予算も徐々に上がり、バススタントやスカイダイビングなどの大掛かりな企画が出来るようになって、第3回以降はロケツアーがメインの構成となった（第19回はスタジオ収録は無し）。その結果、第2回も高視聴率を獲得。同年から1996年まで、元日に加え春・秋の年3回に増した。
- 派手なリアクションが当番組の目玉だったため、出演者には危険が伴っていた。安全対策には十分に気をつけていたが、大怪我をしてしまう者もいた。しかし、マイナーな芸人にとっては、その治療費以外に、番組プロデューサーから「気持ち」として上乗せされるギャランティーがありがたかったという[2]。
- 第7回で野放しされている土佐犬の上に、宙つりされている芸人がクイズに答え、不正解だと土佐犬に噛まれる距離まで近ついて、最終的に土佐犬に噛まれる企画があった[3]が、収録当日の日が予想よりも気温が高く、いつもは威勢の良い土佐犬もこの気温でばてて噛む状況にはならなくなり、結局企画倒れに終わる。結局この企画はボツ企画となった。また、この企画の他にも様々な事情によりボツ企画が多数ある。実際に、負傷および流血の可能性が高い企画案は一切採用されていない。なぜか、前述の土佐犬の企画など、アゴ勇がその被害者になることが多い。
- ダチョウ倶楽部の名をあげたリュックサック爆破クイズでは、爆破の炎が頭に直撃し頭が焦げてしまったが、その際、とても「おいしい」ハプニングになったということで、その夜、プロデューサーから「おいしい」エビフライをごちそうしてもらった(DVDの座談会で証言)。
- 第9回の時に行われた「溺死寸前!バス吊り下げアップダウンクイズ」は、番組史上最も危険かつ秀逸な企画。クイズを間違った芸人達を乗せたバスが海へ沈められる企画だったのだが、収録当日の海が大荒れ状態だったにもかかわらず収録は決行。荒れ狂う海に芸人たちがバスもろとも沈められ、上島竜兵などは本当に溺死寸前となった（ラッシャー板前が助けてくれたと上島は述懐している）。だがそんな切迫した状況においても、芸人たちが笑いを忘れない振る舞いを見せたことがこのクイズを名企画へ押し上げた（DVD発売の際には初回特典としてこれをモチーフにしたブルブル震える手のひらサイズのバス型ぬいぐるみが付いてきた）。なお、CS放送日テレプラスで第9回が再放送された際にはカットされた。

第9回は『オールスター感謝祭』(TBS系)の真裏で放送された。
- 粘着を使う企画にて、粘着が固まり易過ぎて（皮膚から粘着を剥がすのに収録終了から5時間もかかった）出演者・スタッフ共々苦慮していた、そこで固まりにくいラブラバー（歯形を取る時に使われる、凝固し易い赤色のシリコン）を使ってみたが、今度は逆に固まりが悪かった。そこで、今度はどろどろに溶けたロウを用いたが、結局粘着と同じ位の粘着力だったという。
- 第15回のグランドチャンピオン決定戦では、決勝のカースタントクイズにてクイズに正解すればグランドチャンピオンの栄誉に輝くものだったが、出場した桜金造とダチョウ倶楽部は途中でリタイアし最後に残った井手らっきょとダンカンで優勝争いを行う展開に。解答権を奪い合う際に、ダンカンが乗る車が大転し、ダンカンはリタイア。最後に残った井手もボケて不正解になり、結局グランドチャンピオンは不在となった。
- 低俗番組と呼ばれたことから、視聴者からのクレームが放送回数が増えるたびに多くなっていったが、これらのクレームは、当時の出演者のふるまいが「リアクション芸」として認知されていなかった故の非難だったとも言える。このため現在、この番組を『リアクション芸』の発祥として再評価する向きもある。
- クレームの多さを受け、一部のレギュラー枠を提供しているスポンサー[注釈 6]は別スポンサーに差しかえられる。また、第20回の放送では番組開始前にカウキャッチャー扱いでCMを放送することも多々あった。（トヨタ自動車・武田薬品工業=共に当時たけしがレギュラー出演している「世界まる見え!テレビ特捜部」のスポンサー）また、同じく当時「世界まる見え!〜」のスポンサーである花王も別スポンサーへ差し替えではなく、PT扱いでCMを流した。
- 番組が終了した後に、日本テレビの上層部から番組プロデューサーにその件に関する処分が下った。また、参加芸人に対しての賠償も、桁外れな額にのぼっており、それらの負担は総て日本テレビが負った。
- 後述のように、司会のたけしは参加せずにただ見ているだけで、「ばかやろっ」と悲鳴をあげる芸人をあざ笑っていたため、視聴者からの批判が絶えなかった。しかし、これに対してたけしは「自分の看板番組で自分自身が参加しては、他の出演者が目立たなくなる」ということで参加はしていなかった、と後述のDVDに収録された座談会でダンカンなどが語っている。そもそも、この番組自体の趣旨は「たけしが、まだ売れていないがおもしろい芸人を集め、『救済』という形で仕事を与える」ことにあった、としている。だが、世間の声は無視できず、「たけしも解答者として参加させるべき」という声が、日本テレビ内部（特に製作スタッフ）からも上がった。
- この結果、第11回大会において、たけしの師匠筋にあたる松鶴家千代若・千代菊が登場し、「たけしも司会で見てるだけではなく、他の芸人とともに参加しろ!」という言葉でたけしも芸人と一緒に参加することになった（『第1回宝田明のお笑いウルトラクイズ』として宝田明が司会）。そして、様々なクイズに参加して活躍し、最後の決勝ではカースタントに挑戦した、だがそのカースタントでは、車が横転して危機的状況になった。車から脱け出したたけしは、車に一緒に乗車し運転していたタカハシレーシング社長の高橋勝大に対して激昂、高橋は現場で逃げ回った。
- 「戸塚ヨットスクール事件」で逮捕された戸塚宏を出演させ、半殺し同然のシゴキを披露させた[注釈 7]。
- 第14回では梅垣義明が、全身金粉で股間にコテカを装着し、アイヌのお祭りを描いた歌謡曲「イヨマンテの夜」を歌い踊ったことで、北海道ウタリ協会（現:北海道アイヌ協会）から抗議を受けるなど、番組自体が社会的に非難された[注釈 8]。
- 1994年8月にビートたけしがバイク事故に遭い療養していたため、1994年秋と1995年正月は収録・放送をせず、1994年12月30日(金)に『金曜ロードショー』枠内で事故を起こす前に収録された『北野武のお笑いウルトラクイズ講座』を放送した（第16回扱い）。これは、本来は3巻分のビデオで発売する予定だった内容の総集編を、更に番組として2時間に再編集したものである（後にビデオも発売）。ビデオの内容は第1日目(第1回〜第6回)、第2日目(第7回〜第10回)、第3日目(第11回〜第15回)の3巻で概要だけでなくボツになった企画(前述)やクイズの傾向も解説していた。(ビデオではサリン北野、ダイオキシン北野などの名義)（1995年2月1日発売 各90分）また、1995年春もたけしが仕事復帰したが、番組は無かった。なお、放送の無かった1994年秋、1995年春にも『スーパークイズスペシャル』にはお笑いウルトラクイズチームが解答者として参加していた。
- 第13回では、優勝した出川哲朗が「ウイニングラン」として車のボンネットに張り付けになって、大型バス（の張りぼて）に突っ込んで大型バスが爆破する企画が行われた。スタントが終わり出川が張り付けになっていた車から下りた直後、その車がアクシデントで爆発。それを見たスタッフが「惜しかったねー、乗ってるときに爆発すればおいしかったのに」と言った（後に、出川本人が『24時間テレビ』内の深夜のコーナーにて、「あの人達（お笑いウルトラクイズのスタッフ）は頭がおかしいですよ! 乗ってる時に車が爆発したら死んじゃいますよ!」と暴露した。また、後述のDVDに収録された座談会でも語っている）。
- この番組をきっかけに、1990年代はカースタントや爆破などの体を張ったバラエティ番組が多くなった。また、タカハシレーシングがバラエティ番組の企画に協力する事も多くなっていた。しかし、2000年代に入ると爆破ものを使った企画は少なくなってきている。
- 沖縄で行われた第5回大会では、オープニングを漫湖公園で行った（名前で笑いを取るため）。
- 第4回では岸谷五朗と寺脇康文が「SET隊」としてツアーに参加していた。芸人が目立っていた中での参加だったが、出番はほとんど無かった。スタジオでもたけしから聞かれると、岸谷は「私達は参加したんですかね?」とスタジオの笑いを誘った。
- 回数カウントはきちんとされているが、たけしの開催の挨拶では、必ず「第○○○回」と極端に大きい回数（400回台が多かった）が発せられ、とりあえずロケツアーのオープニング映像もその回数で表示される場合が多い。なお、正式な回数は2007年正月放送の時点で、本家『史上最大!アメリカ横断ウルトラクイズ』の回数を3回上回っている。
- 1991年秋-1994年春まで『スーパークイズスペシャル』では、この番組用にクイズを出題。この番組用だけ行ったゲームでの近似値クイズが中心だった（なお1993年春では、この番組用のロケを行わず、代わりに過去のたけしの被り物の映像を見た後にクイズを出題した）。また、1993年春-1996年春までは出場番組として参加した（優勝したのは1993年春の1回で1995年春は放送の予定が無かったにもかかわらず出場した）。

休止期間中
- 第19回を最後に、約10年半の長い休止期間に入る。この間、数々のバラエティ番組で類似した内容の企画・番組が放送された（近年の例：テレビ朝日の『Qさま!』・『笑いの金メダル』・TBSの『DOORS 2006』など）。しかし、近年のテレビ界に吹き荒れる規制の嵐の影響で、この番組ほどの過激さを打ち出す事はなかなか難しく、かつての出演者や視聴者などから、本番組を懐かしみ、復活の機運が少しずつ挙がる様になっていく。
- 2005年12月7日、本番組の放送元・日テレ系の映像ソフト会社であるバップからDVDが2巻構成で発売。1巻が第1回から第9回（創世/過渡期）を、2巻が第10回から第19回（進化/変貌期、第15回・第16回除く）を、人気のあったコーナーや有名な出場者別にまとめた総集編的内容。歴代優勝者の座談会も特典映像として収録された。このDVDの売れ行きが相応に宜しかったことが、2007年の復活を後押しした。
  - このDVDでは諸事情により、佐竹雅昭ら一部の参加者の姿はモザイク処理で消されている。
- 2006年12月6日放送の情報バラエティ番組『ラジかるッ』にて、本番組の復活版を収録している千葉県富津市のマザー牧場に生中継が入った。これは、ラジかるッにレギュラー出演しているザ・たっちが、同番組に参加することになり、スケジュールを合わせられなくなったため、この様なことが起こった。

第20回
- プロレス字読みクイズの冒頭、解説者としてテリー伊藤の物真似で実況席に座っていたホリの目の前に当の伊藤本人が乱入し、伊藤は激高するあまり実況席を蹴り飛ばすなど、暴虐の限りを尽くした（もちろん演出である）。なお、第1回からスタッフとして番組に関わってきた伊藤が、ちゃんとした形で番組に登場したのはこれが初めてである。

## 放送日時・歴代優勝者
| 回 | 放送日時                                                             | タイトル                                                                         | 主要ロケ地             | 優勝者                                             |
| -- | -------------------------------------------------------------------- | -------------------------------------------------------------------------------- | ---------------------- | -------------------------------------------------- |
| 1  | 1989年1月2日 20:00 - 21:50（110分）                                  | 新春松の内スペシャル ビートたけしのお笑いウルトラクイズ                          | 東京都・葛飾区         | 林家ペー                                           |
| 2  | 1990年1月1日 21:03 - 23:24（141分）                                  | 新春!!超縁起もの特番 第2回ビートたけしのお笑いウルトラクイズ                     | 静岡県・伊東市         | ジミー大西                                         |
| 3  | 1990年4月1日 19:00 - 20:54（114分）                                  | 夢の御祝儀スペシャル 第3回ビートたけしのお笑いウルトラクイズ                     | 静岡県・熱海市         | 桜金造                                             |
| 4  | 1990年9月30日 19:00 - 20:54（114分）                                 | 輸入松茸大放出記念! 第4回ビートたけしのお笑いウルトラクイズ                      | 福島県・いわき市       | ガダルカナル・タカ                                 |
| 5  | 1991年1月1日 21:03 - 23:22（139分）                                  | 全米放映権獲得記念!! 第5回ビートたけしのお笑いウルトラクイズ                     | 沖縄県・宜野湾市       | ラッシャー板前                                     |
| 6  | 1991年4月6日 21:33 - 23:24（111分・プロ野球中継延長で30分繰り下げ）  | スピルバーグに捧ぐ!! 第6回ビートたけしのお笑いウルトラクイズ                     | 静岡県・熱海市         | 井手らっきょ                                       |
| 7  | 1991年9月30日 19:00 - 20:54（114分）                                 | アンアン人気No.1番組 第7回ビートたけしのお笑いウルトラクイズ                     | 山梨県・富士吉田市     | 上島竜兵                                           |
| 8  | 1992年1月1日 21:03 - 22:54（111分）                                  | 世界27カ国同時公開!? 第8回ビートたけしのお笑いウルトラクイズ                     | 沖縄県・宜野湾市       | ラッシャー板前                                     |
| 9  | 1992年4月4日 21:03 - 22:54（111分）                                  | アカデミー賞候補作!? 第9回ビートたけしのお笑いウルトラクイズ                     | 静岡県・熱海市         | 松村邦洋・中村有志                                 |
| 10 | 1992年10月16日 21:00 - 22:52（112分）                                | 世界テレビ祭第一位! 第10回ビートたけしのお笑いウルトラクイズ                     | 茨城県・玉造町         | ダンカン                                           |
| 11 | 1993年1月1日 21:00 - 22:54（114分）                                  | 北野武全種目参加宣言 第11回ビートたけしのお笑いウルトラクイズ                    | 沖縄県・中頭郡         | ダチョウ倶楽部                                     |
| 12 | 1993年4月10日 21:33 - 23:24（111分・プロ野球中継延長で30分繰り下げ） | 全米興行収入第1位!? 第12回ビートたけしのお笑いウルトラクイズ                     | 静岡県・熱海市         | 井手らっきょ                                       |
| 13 | 1993年10月16日 21:03 - 22:54（111分）                                | 全米映画主演決定記念 第13回ビートたけしのお笑いウルトラクイズ                    | 福島県・いわき市       | 出川哲朗                                           |
| 14 | 1994年1月1日 21:00 - 22:54（114分）                                  | 北野武政界進出宣言!? ビートたけしのお笑いウルトラクイズ                          | 沖縄県・中頭郡         | 該当者なし（最終問題で正解者現れず）               |
| 15 | 1994年4月8日 21:03 - 22:54（111分）                                  | 史上最強芸能人決定戦! ビートたけしのお笑いウルトラクイズグランドチャンピオン大会 | 福島県・いわき市       | 該当者なし（前述の理由・グランドチャンピオン大会） |
| 16 | 1994年12月30日 21:02 - 22:54（112分）                                | 北野武教授のお笑いウルトラクイズ講座 これを見ればあなたも優勝出来る!!            | 日本テレビ（ロケなし） | 該当者なし（前述の理由・開催はなく総集編）         |
| 17 | 1995年10月5日 19:00 - 20:54（114分）                                 | 愛と心の完全救済特番 ビートたけしのお笑いウルトラクイズ                          | 福島県・いわき市       | 広川ひかる                                         |
| 18 | 1996年1月1日 21:00 - 23:09（129分）                                  | 第三次芸人大戦勃発 ビートたけしのお笑いウルトラクイズ                            | 沖縄県・中頭郡         | 上島竜兵                                           |
| 19 | 1996年4月6日 21:00 - 22:54（114分）                                  | 精力増強北野式健康法 ビートたけしのお笑いウルトラクイズ                          | 静岡県・熱海市         | 井手らっきょ                                       |
| 20 | 2007年1月1日 20:30 - 23:30（180分）                                  | 伝説の番組完全復活宣言 ビートたけしのお笑いウルトラクイズ                        | 千葉県・富津市         | 日村勇紀・カンニング竹山                           |

※「第432回」の様に、デタラメな放送回数が番組タイトルに含まれるのが名物であった。

## 主な開催地
- 静岡県＝熱海市（熱海サンビーチなどにて）、伊東市（開発前の伊東マリンタウン付近などにて）、東伊豆町（熱川バナナワニ園などにて）
- 福島県＝いわき市（スパリゾートハワイアンズなどにて）
- 沖縄県＝那覇市（漫湖公園などにて）、宜野湾市（トロピカルビーチなどにて）、読谷村
- 山梨県＝河口湖町
- 茨城県＝行方市（ロケ当時は玉造町。霞ヶ浦ふれあいランド虹の塔などにて）
- 東京都＝葛飾区（金町公園）、台東区（上野公園）、江東区
- 千葉県＝富津市（マザー牧場にて）

※ひねった地名やマイナーな箇所などを意図して開催することがある。

## テーマ曲
- オープニング曲：Shocker (Reprise)『The Dudes Of Wrath』
- エンディング曲：スージー・クアトロ『The Wild One』

## ネット局
系列は第20回放送時（2007年1月）のもの。
| 放送対象地域  | 放送局           | 系列                                         | 備考                    |
| ------------- | ---------------- | -------------------------------------------- | ----------------------- |
| 関東広域圏    | 日本テレビ       | 日本テレビ系列                               | 制作局                  |
| 北海道        | 札幌テレビ       | 日本テレビ系列                               |                         |
| 青森県        | 青森放送         | 日本テレビ系列                               | [ 注釈 9 ] [ 注釈 10 ]  |
| 岩手県        | テレビ岩手       | 日本テレビ系列                               |                         |
| 宮城県        | ミヤギテレビ     | 日本テレビ系列                               |                         |
| 秋田県        | 秋田放送         | 日本テレビ系列                               |                         |
| 山形県        | 山形放送         | 日本テレビ系列                               | [ 注釈 11 ] [ 注釈 10 ] |
| 山形県        | 山形テレビ       | テレビ朝日系列                               | 1993年3月まで           |
| 福島県        | 福島中央テレビ   | 日本テレビ系列                               |                         |
| 山梨県        | 山梨放送         | 日本テレビ系列                               |                         |
| 新潟県        | テレビ新潟       | 日本テレビ系列                               |                         |
| 長野県        | テレビ信州       | 日本テレビ系列                               | [ 注釈 13 ] [ 注釈 10 ] |
| 静岡県        | 静岡第一テレビ   | 日本テレビ系列                               |                         |
| 富山県        | 北日本放送       | 日本テレビ系列                               |                         |
| 石川県        | テレビ金沢       | 日本テレビ系列                               | 1990年4月開局から       |
| 福井県        | 福井放送         | 日本テレビ系列 テレビ朝日系列                | [ 注釈 10 ]             |
| 中京広域圏    | 中京テレビ       | 日本テレビ系列                               |                         |
| 近畿広域圏    | 読売テレビ       | 日本テレビ系列                               |                         |
| 広島県        | 広島テレビ       | 日本テレビ系列                               |                         |
| 山口県        | 山口放送         | 日本テレビ系列                               | [ 注釈 14 ] [ 注釈 10 ] |
| 徳島県        | 四国放送         | 日本テレビ系列                               |                         |
| 香川県 岡山県 | 西日本放送       | 日本テレビ系列                               |                         |
| 愛媛県        | 南海放送         | 日本テレビ系列                               |                         |
| 高知県        | 高知放送         | 日本テレビ系列                               |                         |
| 福岡県        | 福岡放送         | 日本テレビ系列                               |                         |
| 長崎県        | テレビ長崎       | フジテレビ系列                               | 1990年9月まで           |
| 長崎県        | 長崎国際テレビ   | 日本テレビ系列                               | 1991年4月開局から       |
| 熊本県        | 熊本県民テレビ   | 日本テレビ系列                               |                         |
| 大分県        | テレビ大分       | 日本テレビ系列 フジテレビ系列                | [ 注釈 14 ] [ 注釈 10 ] |
| 宮崎県        | テレビ宮崎       | 日本テレビ系列 フジテレビ系列 テレビ朝日系列 | [ 注釈 10 ]             |
| 鹿児島県      | 鹿児島テレビ     | フジテレビ系列                               | 1994年3月まで           |
| 鹿児島県      | 鹿児島読売テレビ | 日本テレビ系列                               | 1994年4月開局から       |